# Letnie Grand Prix w skokach narciarskich 2021 – Wisła
Inauguracyjne zawody Letniego Grand Prix 2021 w skokach narciarskich odbyły się w dniach 16-18 lipca 2021 na Skoczni im. Adama Małysza w Wiśle. Pierwszy konkurs indywidualny zakończył się zwycięstwem Jakuba Wolnego przed Janem Hörlem i Dawidem Kubackim. Drugi konkurs zakończył się zwycięstwem Dawida Kubackiego przed Janem Hörlem i Anže Laniškiem. 

## Skocznia
|                | Nazwa skoczni     | Miejscowość | Punkt K | HS    | Rekord skoczni | Rekord skoczni  | Rekord skoczni | Źr.   |
| -------------- | ----------------- | ----------- | ------- | ----- | -------------- | --------------- | -------------- | ----- |
|                | im. Adama Małysza | Wisła       | K120    | HS134 | 137,5 m        | Anders Fannemel | 21.07.2016     | [ 3 ] |
| Manuel Fettner | im. Adama Małysza | Wisła       | K120    | HS134 | 137,5 m        | 18.07.2021      |                | [ 3 ] |

## Program zawodów
| Dzień    | Konkurencja          | Początek (Czas CET) | Liczba uczestników |
| -------- | -------------------- | ------------------- | ------------------ |
| 16 lipca | Oficjalny trening    | 15:30               | —                  |
| 16 lipca | Kwalifikacje         | 17:30               | 54                 |
| 17 lipca | Seria próbna         | 16:30               | —                  |
| 17 lipca | Konkurs indywidualny | 17:35               | 50                 |
| 18 lipca | Prolog               | 16:30               | —                  |
| 18 lipca | Konkurs indywidualny | 17:35               | 49                 |

## Jury
Dyrektorem konkursów podczas Letniego Grand Prix w Wiśle była Faustyna Malik oraz z ramienia Międzynarodowej Federacji Narciarskiej, dyrektor zawodów Pucharu Świata, Sandro Pertile. Jego asystentem był Borek Sedlák. Sędzią technicznym był Jani Hyvaerinen, a jego asystentem Sandro Sambugaro. Odpowiedzialnymi za kontrole sprzętu byli Mika Jukkara i Morten Solem.
| Sędzia           | Stanowisko | Stanowisko |
| ---------------- | ---------- | ---------- |
| Andrzej Galica   | A          | A          |
| Mike Pfordte     | B          | B          |
| Peter Stano      | C          | C          |
| Jürgen Winkler   | D          | D          |
| Stanislav Slavik | E          | E          |